# Łomża
Łomża är en stad i Podlasien i östra Polen vid floden Narew, 125 kilometer öster om Warszava.
Under det ryska styret var staden huvudort i guvernementet Łomża.
Łomża är katolskt biskopssäte och var före andra världskriget känt för sin metallindustri. Nära halva befolkningen var då judisk.
Łomża var säte för en av spärrfästningarna i Narevlinjen och som sådan en länk i de ryska flodlinjeförsvaret under första världskriget. Fästningarna utrymdes och ockuperades av centralmakterna 1915.